# ریمرین
ریمرین (انگلیسی: Raymarine) شرکت الکترونیک دریایی بریتانیایی است، که در سال ۱۹۲۳ تأسیس شد.